# قبة ملح جاشاك

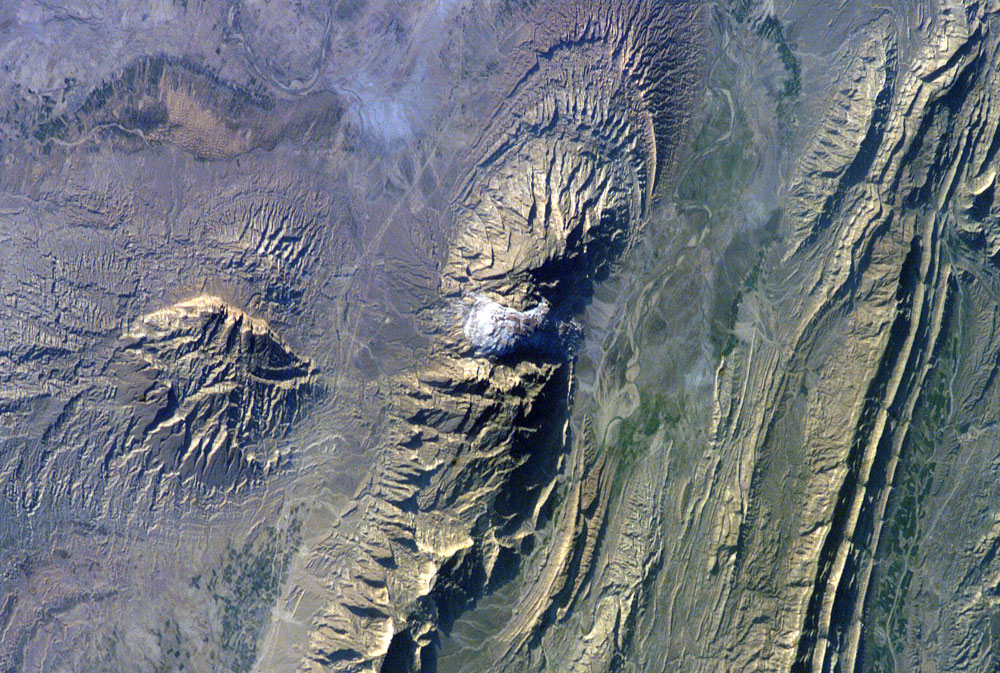
صورة جوية لجبال زاغروس ، تظهر فيها قبة ملح جاشاك كمنطقة بيضاء في الوسط.

قبة جاشاك الملحية (بالفارسية: گنبد نمکی جاشک) والمعروفة أيضًا باسم "كوه ناماك" (بالفارسية: کوه نمک)، وتعني "جبل الملح"، تُعرف كذلك باسم قبة الملح الدشتي، وهي تقع في سلسلة جبال زاغروس جنوب غرب إيران.
تمتد قبة الملح بين مقاطعتي دشتي ودير في محافظة بوشهر، وتوجد بالقرب من منطقة غنخاك رئيسي في كاكي، على بُعد نحو 15 كيلومترًا من مقاطعة دشتي. تُعد القبة رواسب طبيعية من الملح تشكلت بفعل عمليات التبخر.
تُعتبر قبة جاشاك واحدة من أجمل قباب الملح في إيران، وقد أُدرجت ضمن القائمة المؤقتة لمواقع التراث العالمي في إيران.

## الروابط
- الهياكل الجيومورفولوجية لقبة جاشاك الملحية--《地学前缘》2009年S1期
- المؤتمر الدولي حول بيئة الأراضي الجافة[وصلة مكسورة]